# Classe Braunschweig (corvetas)
A Classe Braunschweig é uma classe de novas corvetas da Marinha da Alemanha construídas em 2004. Substituiu a Classe Gepard, que estava em operação desde 1982.

## Navios na classe
| Nº de amurada | Nome                  | Estaleiro                       | Batimento de quilha    | Estado       |
| ------------- | --------------------- | ------------------------------- | ---------------------- | ------------ |
| F 260         | Braunschweig          | Blohm + Voss                    | 3 de dezembro de 2004  | Em atividade |
| F 261         | Magdeburg             | Fr. Lürssen Werft GmbH & Co. KG | 19 de maio de 2005     | Em atividade |
| F 262         | Erfurt                | Nordseewerke GmbH               | 22 de setembro de 2005 | Em atividade |
| F 263         | Oldenburg             | Blohm + Voss                    | 19 de janeiro de 2006  | Em atividade |
| F 264         | Ludwigshafen am Rhein | Fr. Lürssen Werft GmbH & Co. KG | 14 de abril de 2006    | Em atividade |